# Zámutov
Zámutov (in ungherese Opálhegy) è un comune della Slovacchia facente parte del distretto di Vranov nad Topľou, nella regione di Prešov.